# Hauptdolomit

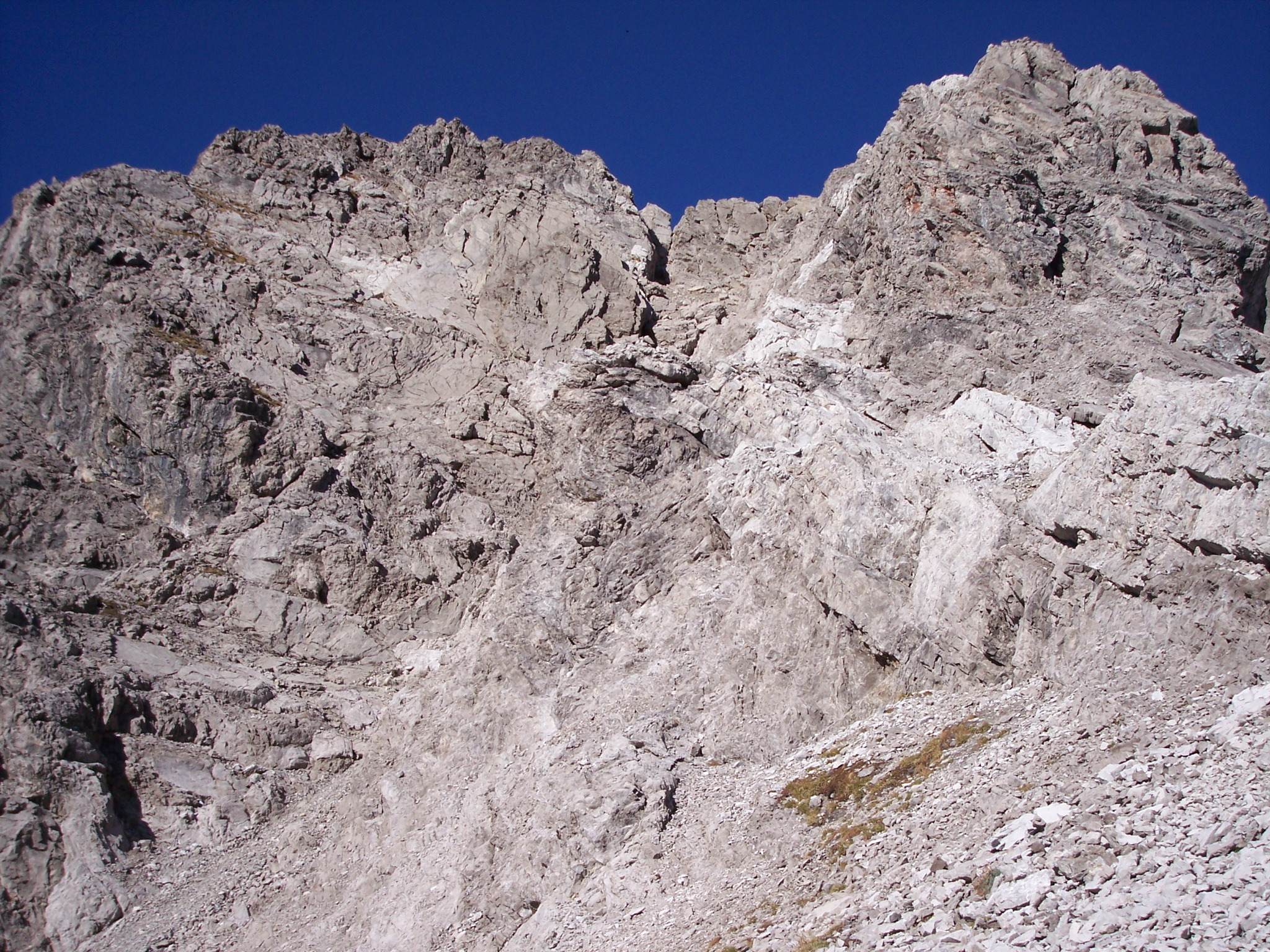
Typische Hauptdolomit-Landschaft in den Nördlichen Kalkalpen, Kreuzkarspitze, Allgäuer Alpen

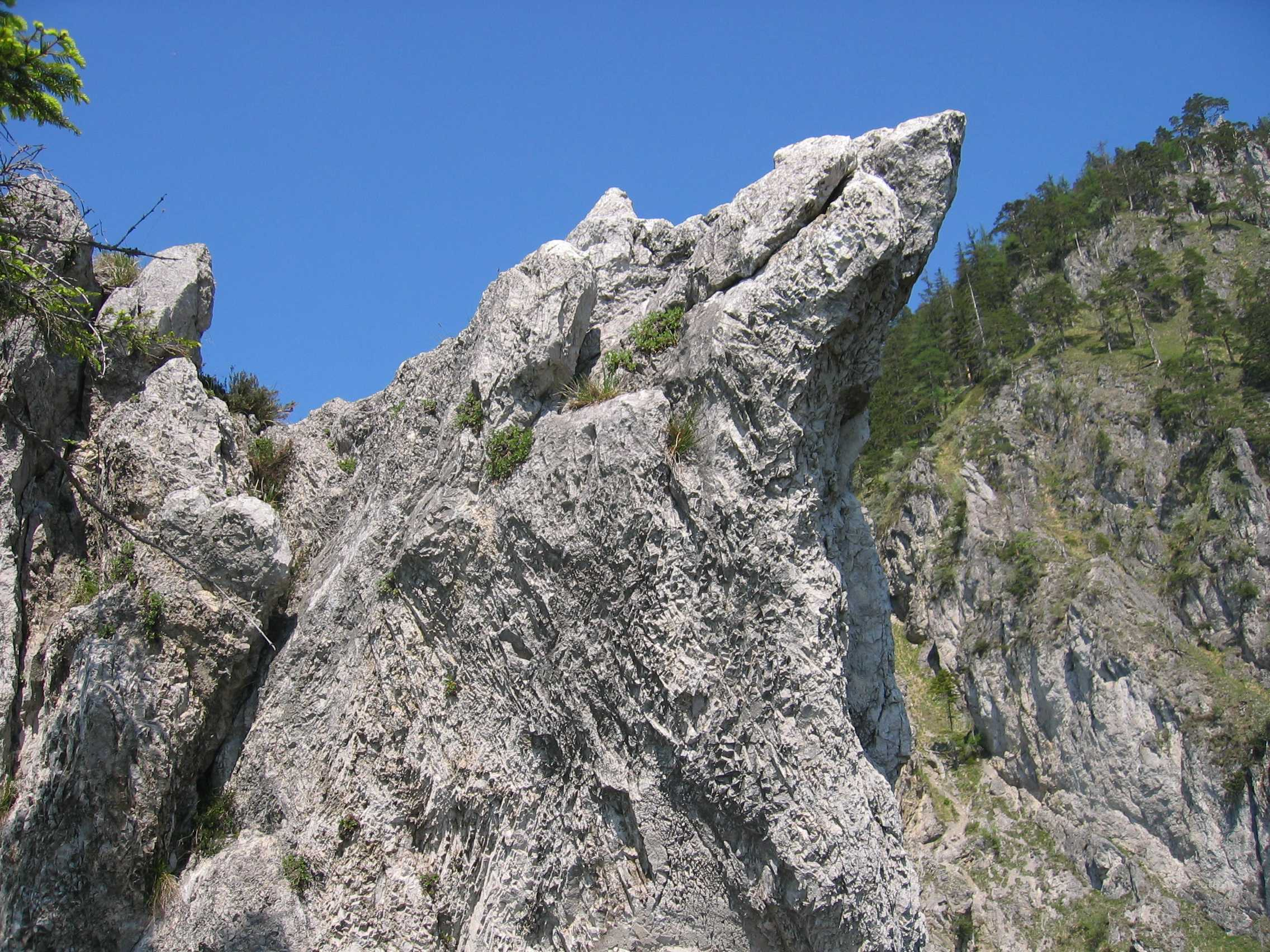
Hauptdolomit der Langbathscholle, Kaltenbachwildnis, Österreich

Als Hauptdolomit bezeichnet man eine bis zu 2200 Meter mächtige lithostratigraphische Einheit der alpidischen Gebirge, die primär aus Dolomit aufgebaut ist. Die Gesteine wurden großteils in flachen Lagunenbereichen in der Zeit des späten Karniums und des Noriums (beide Obertrias, vor ca. 230–200 Mio. Jahren) abgelagert.

## Forschungsgeschichte
Der Begriff ‚Hauptdolomit‘ stammt vom deutschen Geologen Carl Wilhelm von Gümbel, der ihn zum ersten Mal 1857 in seiner Abhandlung Untersuchungen in den bayerischen Alpen zwischen Isar und Salzach verwendete. Richard Lepsius, der Sohn von Karl Richard Lepsius, hat die Bezeichnung 1876 auch für den Südalpinen Bereich eingeführt. Die Bezeichnung Dachsteindolomit wurde teilweise als Synonym zu Hauptdolomit verwendet. Heute werden obere Anteile des Hauptdolomits als Dachsteindolomit bezeichnet.

## Lithostratigraphische Einordnung
Trotz seiner häufig großen Mächtigkeit wird der Hauptdolomit auf vielen geologischen Karten nicht untergliedert und als graue Fläche dargestellt. In der Beschreibung der Stratigrafischen Kommission Italiens wird dem in Italien als Dolomia Principale bezeichneten Hauptdolomit der Rang einer Formation zuerkannt. Für den nordalpinen Bereich gibt es den Vorschlag, den hier bis zu 2200 Meter mächtigen Hauptdolomit als Gruppe aufzufassen. Auch etwa die bereits 1992 erschienene Geologische Karte der Republik Österreich 1.50.000, Blatt Zirl, weist innerhalb des Hauptdolomits verschiedene Untereinheiten aus, ohne jedoch schon ausdrücklich die stratigraphischen Begriffe Gruppe oder Formation zu verwenden.

## Bildungsraum und Alter

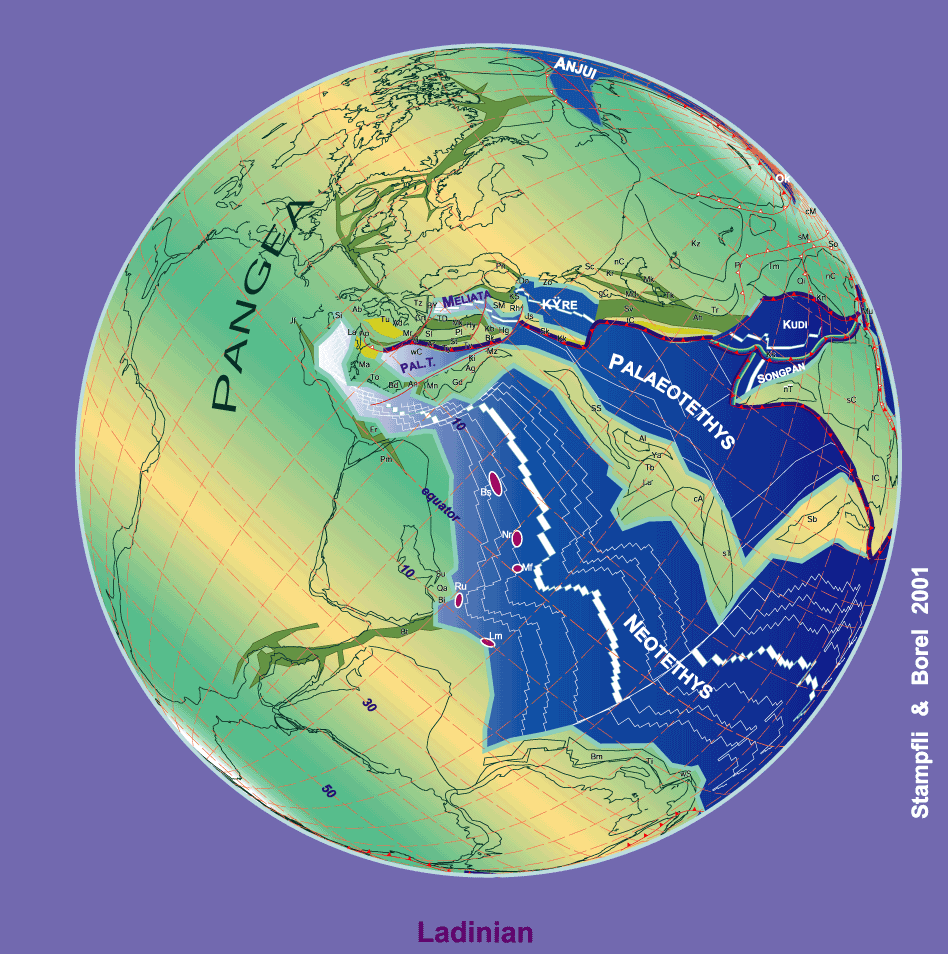
Raum Pangäa, Paläo- und Neotethys, 230 mya

Der Bildungsraum des Hauptdolomits ist allgemein der Nordwesten der Neotethys, die in das in Gondwana (hier das spätere Afrika) und Laurasia (Europa) zerbrechende Pangaea vordrang. In neueren Forschungen wird hier der Meliata-Ozean angenommen, über dessen Charakter als eigenständiger Ozean, Randmeer der Tethys oder Übergangsmeer zum aufbrechenden Atlantik noch Unklarheit herrscht.
Der Hauptdolomit ist eine Bildung von sehr seichten und weiten Lagunenregionen und Flachwasserzonen, teilweise waren es zeitweise trockenfallende Wattenmeerbereiche (Tidalfazies).
Unterlagert wird der Hauptdolomit im Allgemeinen von Raibler Schichten (Raibl-Formation i. e. S., Lunz-Formation in den Kalkvoralpen), die aus einem Klimaereignis, das in das mittlere Karn (Julium vor 230 Mio. Jahren) gestellt wird, hervorgegangen sind. Die lithographische Abgrenzung ist jedoch nicht immer scharf. Im Lunzer Faziesbereich, der sich in etwa über das südöstliche Oberösterreich und Teile des südlichen Niederösterreichs erstreckt, setzt der Hauptdolomit über der marinen Opponitz-Formation ein, kann jedoch, diese ersetzend, auch tiefer greifen.
Die bituminösen Gesteine der Seefeld-Formation sind in eingelagerten Becken, Buchten und kolkartigen Vertiefungen der Lagune entstanden.
Sie können seitlich mit Schichten des Keupers verzahnt sein – terrestrisch-lakustrischen (Süßwasser-gebundenen), vom Vindelizisch-Böhmischen Land aus eingeschwemmten Ablagerungen, die in Germanischer Fazies als rote bis bunte tonig oder schiefrige Einschaltungen vorliegen. Auf der Lagunenseite tritt die Dachstein-Formation entweder verzahnt (in Dachstein-Lagunenfazies), oder auch überlagert (als Dachstein-Riffkalke) in Erscheinung. Der norische Plattenkalk kann hier als Übergangsfazies fungieren. Abschließend folgen die fossilreichen Flachwasserablagerungen der Kössen-Formation der obersten Trias.
Tektonisch gehört der Hauptdolomit in den Alpen zum Oberostalpin, in den Nördlichen Kalkalpen findet er sich im Bajuvarikum wie auch im Tirolikum.

## Eigenschaften
Der Hauptdolomit ist ein dolomitisiertes Kalkgestein (Anreicherung von Magnesium anstelle des Calciums).
Das Gestein ist von hellgrauer oder bräunlich-grauer Farbe mit deutlich geschichtetem Aufbau und starker Zerklüftung. Es ist ausgesprochen spröde und hart. Die Klüfte sind oft nachträglich mit Calcit verheilt, erkennbar an weißen Adern im Gestein.

### Geomorphologie

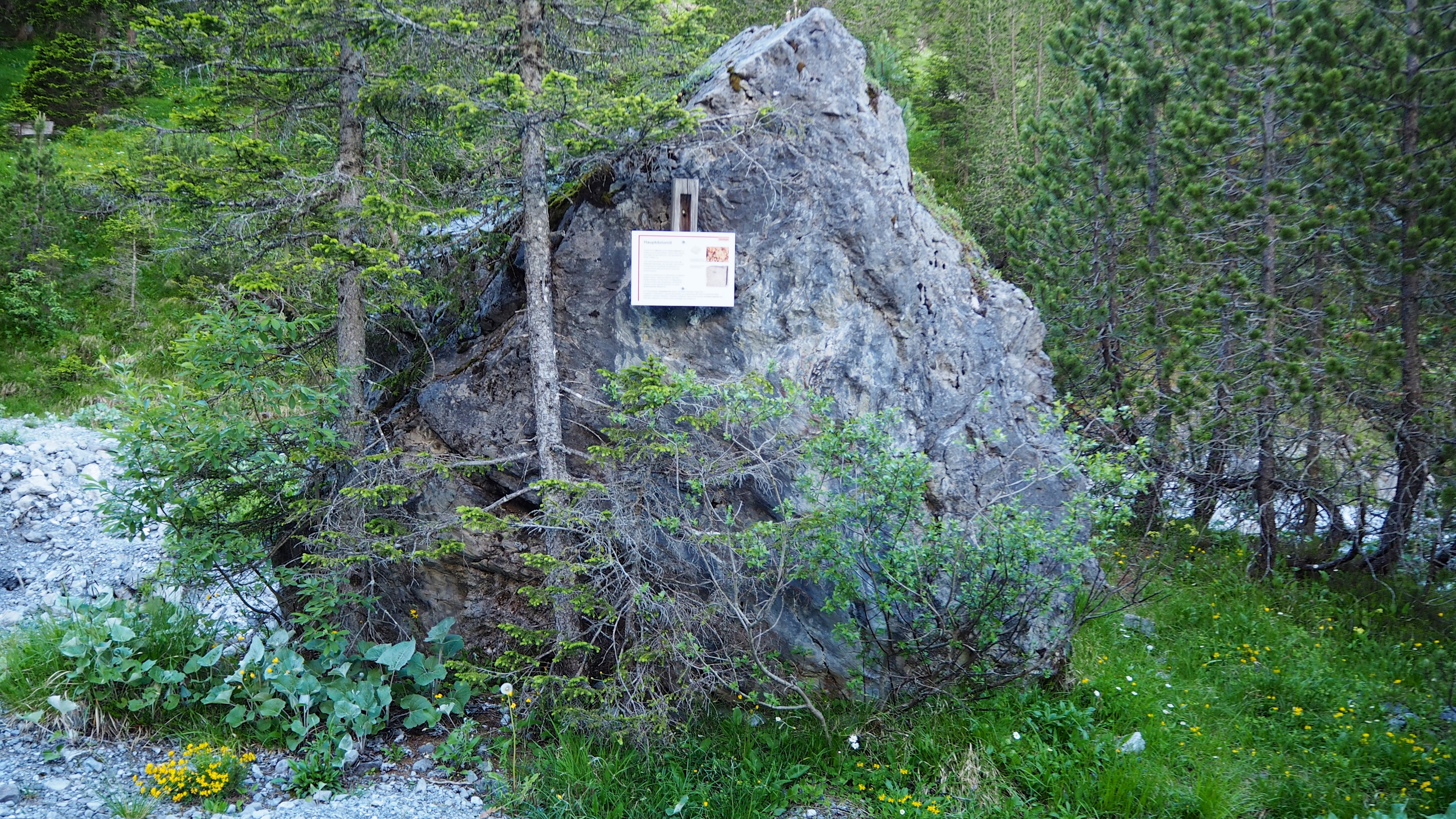
Block aus Hauptdolomit am Fuss des Schiesshorns, Aroser Dolomiten, Schweiz

Der Hauptdolomit ist wegen seiner hohen Erosionsbeständigkeit ein Hauptgipfelbildner der westlichen Ostalpen. Dort ist er bedingt durch eine intensive Faltung mit kleinräumig wechselnden Kluftrichtungen durchsetzt, weshalb meist keine mächtigen, sehr steilen Felswände (Ausnahme z. B. Trettachspitze), sondern oberhalb von ca. 2000 m komplex aufgebaute, brüchige, von Schluchten, kleinen Felswänden, Schuttflächen, Bändern und episodisch wasserführenden Rinnen durchzogene Schrofenwände und mit kleinen Türmchen besetzte Grate typisch sind. Aufgrund seiner starken Zerklüftung ist der Hauptdolomit der stärkste Schuttbildner der Alpen. Gewaltige Schutthänge und ebene Schuttflächen im Talbereich (wie z. B. das Wimbachgries am Watzmann) zeugen davon. Niedrigere Berge im Hauptdolomit sind dagegen oft stark von Wald respektive Latschen bewachsene, plumpe, weniger eindrucksvolle Berge.

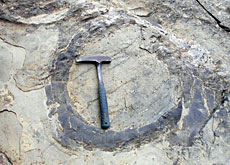
Früher Fußabdruck eines Sauropoden am Tinzenhorn in Graubünden, entdeckt 2006 im Hauptdolomit, weitere Spuren fanden sich am Piz Mitgel

Trotz seiner Zerklüftung neigt er wegen seiner geringeren Löslichkeit weniger zur Verkarstung als die meisten Kalksteine, es entstehen daher in den Nordalpen klarer strukturierte Kämme und Hänge mit gleichmäßigerem Böschungswinkel, unregelmäßige wellige Plateaus sind seltener als in Kalkgebieten.
Im Dolomia Principale der Südalpen, wo das Gestein weniger gefaltet ist, können sich bei günstigem Kluftverlauf eindrucksvolle Berge mit immer wieder auch senkrechten Wänden entwickeln, wie die berühmten Drei Zinnen.

### Fossilführung
Der Hauptdolomit gilt allgemein als fossilarmes Gestein. An Makrofossilien finden sich Algen wie Gyropella oder Dasycladaceen, Megalodonten oder Schnecken wie Worthenia. Auch die Mikrofauna ist relativ arm. Örtlich können aber massenweise Foraminiferen auftreten. Bekannt hingegen sind die Fischfaunen der Seefelder Schichten.

### Hydrogeologie

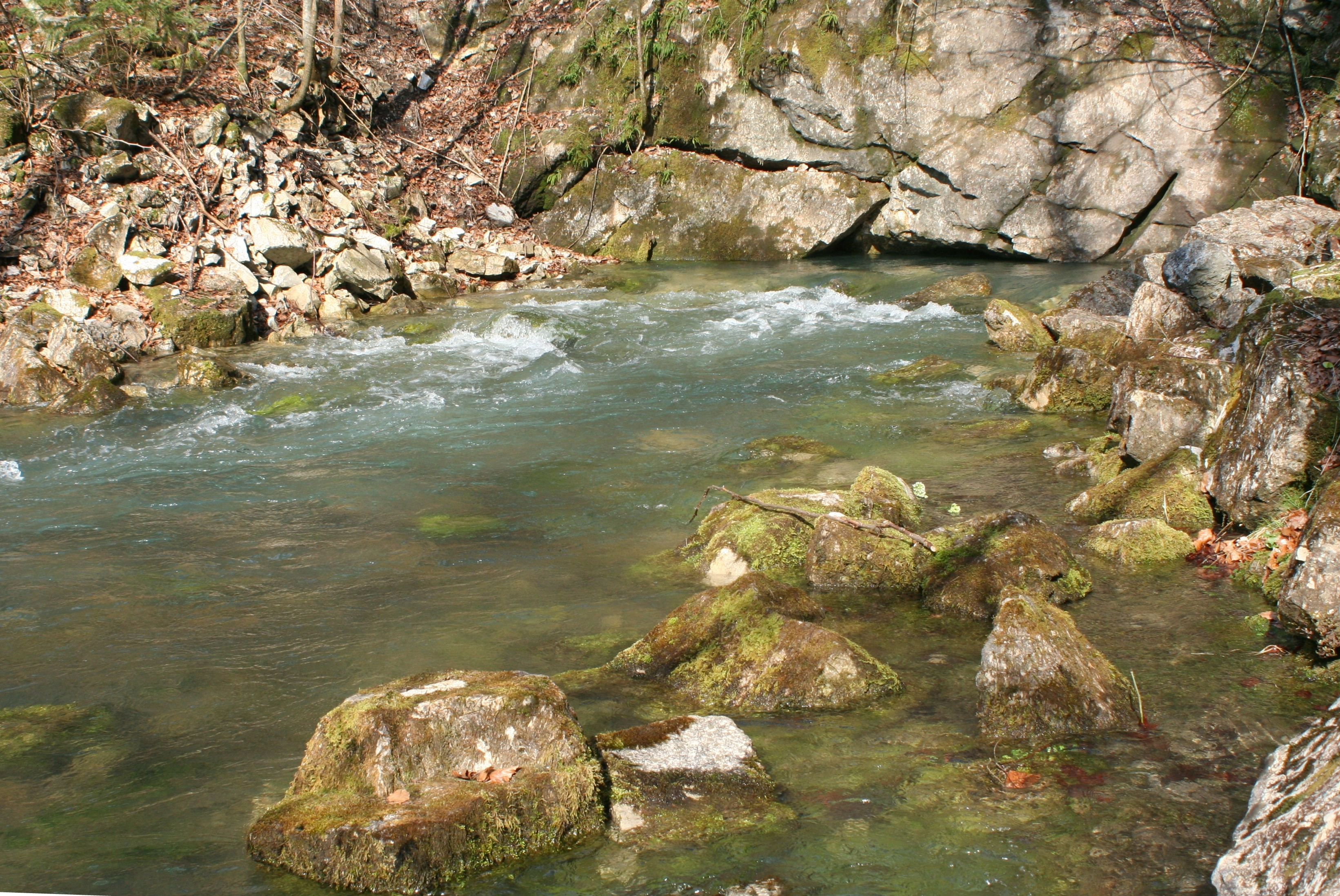
Die Steinbachquelle bei Hollenstein an der Ybbs, eine Karstquelle im Bereich der vor allem aus Hauptdolomit gebildeten Oisbergmulde

Das kluftreiche Gestein ist trotz vergleichsweise geringer Verkarstung mitunter auch für die Versorgung mit Trinkwasser von Bedeutung. Wenn seine Schichtungen durch die alpidische Gebirgsbildung zu größeren Mulden gefaltet wurden, folgt ihnen der Verlauf des Grundwassers; so kann auch in unklaren Quellgebieten das unterirdische Einzugsgebiet abgeschätzt werden.

## Vorkommen
Der Hauptdolomit findet sich in den Alpen ebenso wie in den Karpaten und Dinariden.

### Nördliche Kalkalpen
Insgesamt ist der Hauptdolomit das flächenhaft bedeutendste Gestein der Nördlichen Kalkalpen.
Er ist vor allem im westlichen Bereich hochalpin gipfelbildend, so in den Lechtaler Alpen, dem Lechquellengebirge und den Allgäuer Alpen mit bekannten Bergen wie Hochvogel oder Mädelegabel. Den höchsten Hauptdolomit-Gipfel der Nördlichen Kalkalpen stellt die 2889 m hohe Vorderseespitze in den Lechtaler Alpen dar. Im Karwendel besteht vor allem die Erlspitzgruppe aus Hauptdolomit. An der Rappenspitze im südöstlichen Karwendel wurde die größte bekannte Mächtigkeit des Hauptdolomits von 2200 Metern gemessen. Weiter östlich kommt der Hauptdolomit ebenfalls noch häufig vor, besonders in den nördlichen Bereichen der Kalkalpen, er taucht aber auch am Südrand wieder auf. In den oberösterreichischen Kalkalpen bildet er hauptsächlich die Kalkvoralpen, und der Dachsteinkalk die Kalkhochalpen. Er erreicht nicht mehr Mächtigkeiten wie etwa im Karwendel, so ist er in der Ötscherdecke im südwestlichen Niederösterreich etwa 500 Meter mächtig.

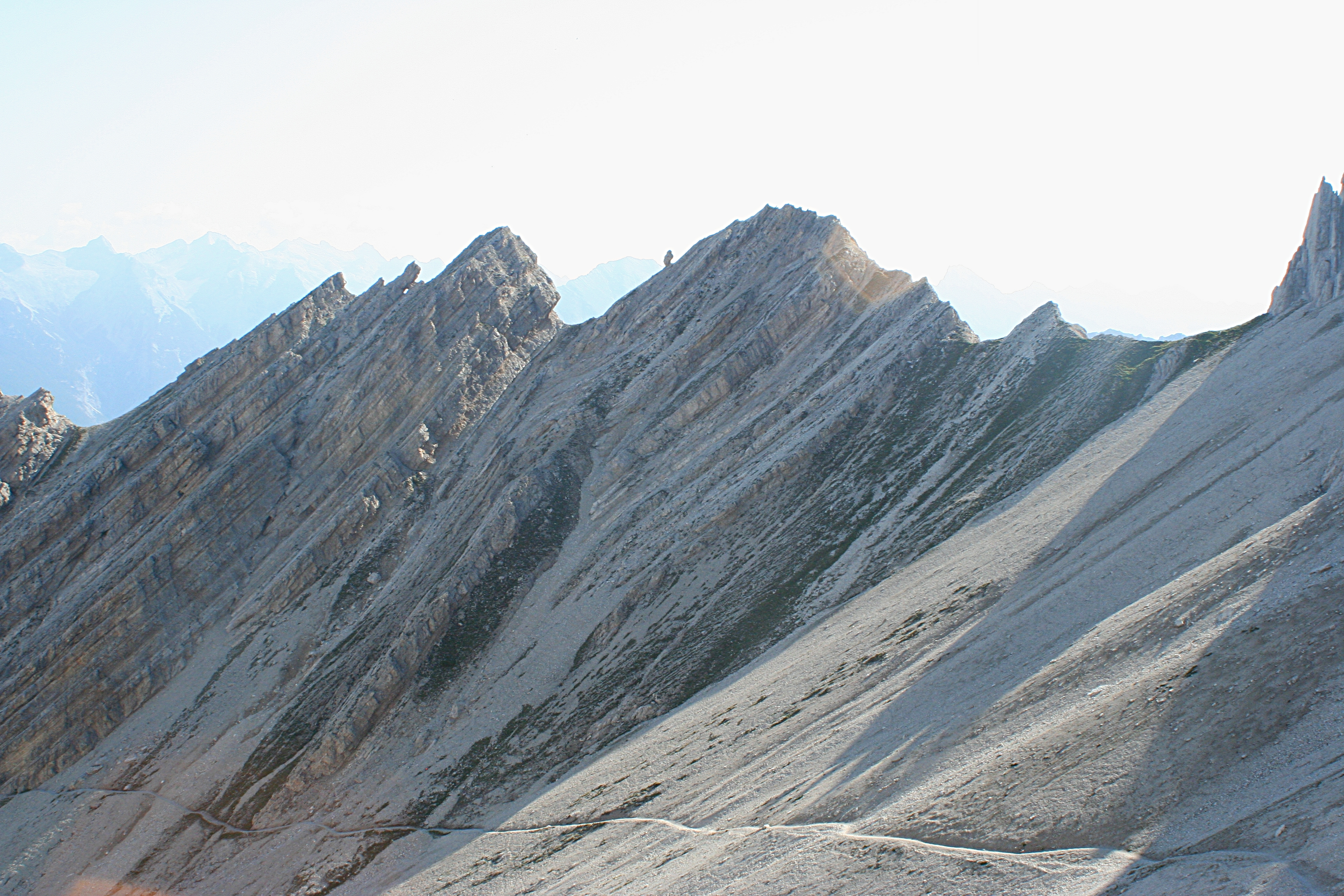
Oberer Hauptdolomit im Karwendel bei Seefeld

Genauere Unterteilungen des Hauptdolomits gibt es für Raum Seefeld und die Lechtaler Alpen.
- In der Erlspitzgruppe bei Seefeld werden die Formationen Unterer Hauptdolomit (Schloßbach-Formation), Mittlerer Hauptdolomit (Freiung-Formation), Seefelder Schichten (Seefeld-Formation) und Oberer Hauptdolomit (Dachsteindolomit) unterschieden.[10]
- In den östlichen Lechtaler Alpen hat W. Müller-Jungbluth 1970 eine Unterteilung des Hauptdolomits in drei Abschnitte vorgenommen, einen Unteren, Mittleren, und Oberen Hauptdolomit. Der Untere Hauptdolomit mit einer Mächtigkeit von 250 bis 350 Meter ist gekennzeichnet durch fein geschichtete, dunkel-bituminöse und pyrithaltige Dolomite. Der Mittlere Hauptdolomit erreicht mit 400 bis 900 Meter die größte Mächtigkeit, ist heller, fein bis dicht gebankt und reich an Detritus. Der Obere Hauptdolomit erreicht etwa zwei Drittel der Mächtigkeit des Mittleren Hauptdolomits. Hier findet sich eine größere Verschiedenheit an Gesteinen wie Brekzienlagen, Algenstromatolithe oder Onkolithe. Neben einer reicheren Fossilführung (Dasycladaceen und Megalodonten) finden sich hier auch Trockenrisse oder Regenspuren.

### Zentrale Ostalpen
In den zentralen Ostalpen findet sich Hauptdolomit in diversen Sedimentauflagen auf dem kristallinen Grundgebirge, so in den Kalkkögeln oder in den Radstädter Tauern, sowie in diversen Fenstern wie dem Semmeringfenster.

### Westliche Ostalpen
In den westlichen Ostalpen (Aroser Dolomiten, Montafoner Berge, Unterengadiner Dolomiten) erreicht der Hauptdolomit nur eine vergleichsweise geringe Mächtigkeit. Es handelt sich um Ablagerungen auf dem kristallinen Grundgebirge der Silvretta-Decke. Die Gesteine sind häufig durch Deckentransport verfaltet, zerschert und zerbrochen.

### Südalpen

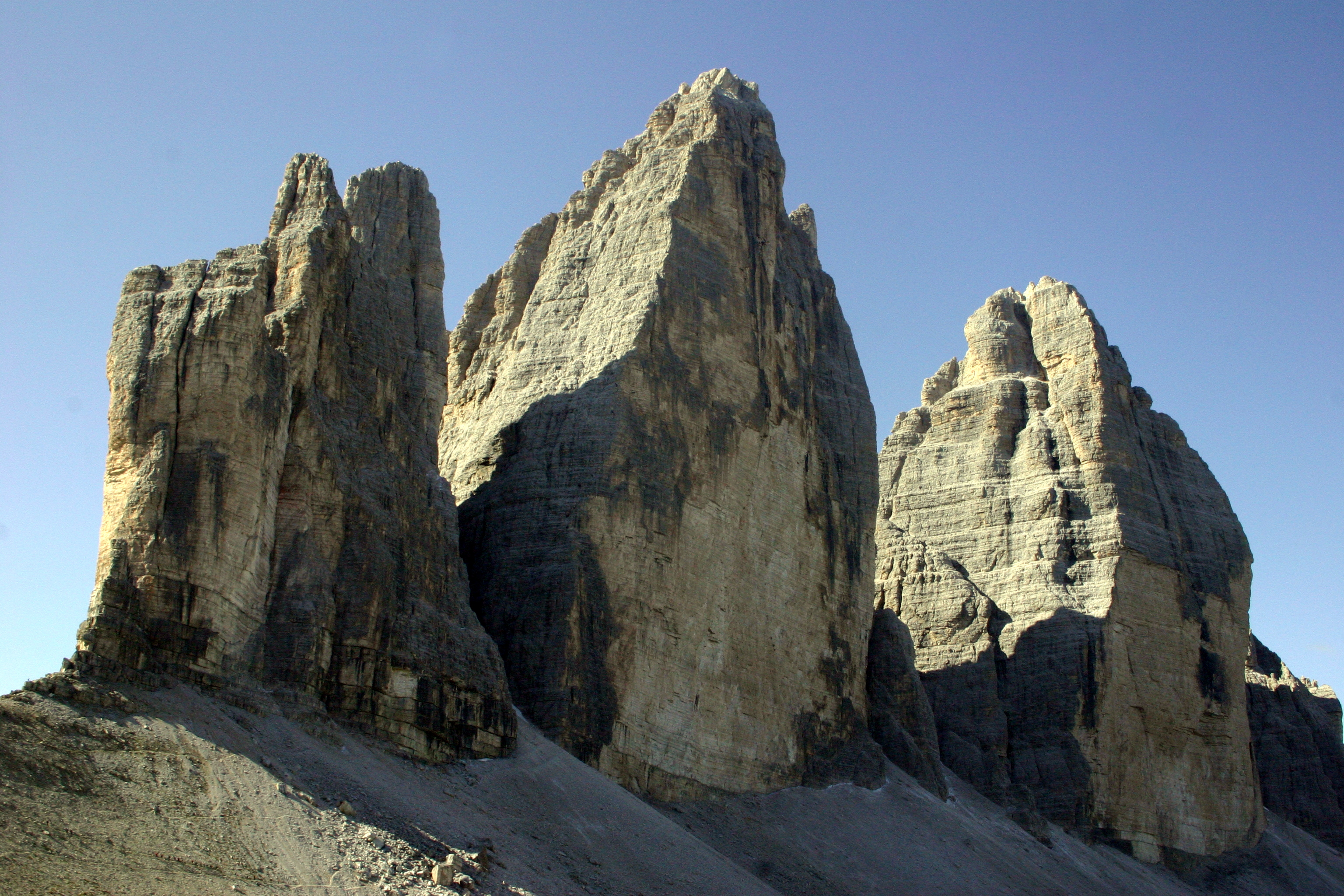
Die aus Dolomia Principale aufgebauten Drei Zinnen

Während im Bereich östlich des Lago Maggiore die mitteltriadischen Sedimente direkt in jurassische Sedimente übergehen, setzt der Hauptdolomit in der östlichen Lombardei ein und reicht bis nach Slowenien. In den italienischen Südalpen erreicht der hier als Dolomia Principale bezeichnete Hauptdolomit Mächtigkeiten bis zu 3000 Meter. Nichtsdestoweniger wird er hier als Formation geführt. Örtlich werden aber einige Members definiert, so in der Brenta der durch Brekzien charakterisierte Membro di Malga Flavona. Wie auch in den Nordalpen wird der Hauptdolomit im Allgemeinen von karnischen Sedimenten unterlagert, in der Lombardei von der Formazione di Castro Sebino, weiter östlich von Raibler Schichten.
In den Südalpen bestehen unter anderem große Teile der Brenta, das obere Stockwerk der Sella oder die Drei Zinnen aus Hauptdolomit.

### Apennin
Im Apennin kommt der Dolomia Principale im zentralen und südlichen Teil vor. Im Massiv des Gran Sasso d’Italia erreicht er Mächtigkeiten um die 600 Meter.

## Verwendung
Der Hauptdolomit wird, da er billig und etwas härter als Kalk ist, als Baumaterial (z. B. als Untergrund für den Straßenbau) verwendet, auch als Streusplitt für Gehwege ist er bekannt. Die Sprödigkeit des Gesteins lässt allerdings nur wenige Anwendungen als Schotter im technischen Sinn zu.